# عصب صدري إنسي
العصب الصدري الإنسي (باللاتينية: nervus pectoralis medialis) هو عصب ينبت من الحبل الإنسي من الضفيرة العضدية، وهو ينشأ من زوجي الأعصاب الشوكية ع8 وص1. يغذي هذا العصب العضلة الصدرية الصغيرة حركيًا بالإضافة إلى الجزء السفلي القصي من العضلة الصدرية الكبيرة. يمتد هذا العصب على طول الحد السفلي من العضلة الصدرية الصغيرة. قد يؤدي تلف هذا العصب إلى العجز عن رفع الكتف.

## تشريح

### المنشأ
عادة ما ينشأ العصب الصدري الإنسي من الحبل الإنسي من الضفيرة العضدية ولكن قد ينشأ في بعض الحالات من الانقسام الأمامي للجذع السفلي من الضفيرة العضدية، وهو ينشأ من زوجي الأعصاب الشوكية ع8 وص1، ومنشأ هذا العصب يقع أسفل الشريان الإبطي.

### مسار العصب
يمر العصب خلف الجزء الأول من الشريان الإبطي ويتقوس للأمام بين الشريان الإبطي والوريد الإبطي ثم يتحد أمام الشريان مع ألياف من العصب الوحشي ثم يدخل إلى عمق العضلة الصدرية الصغيرة حيث ينقسم إلى عدة فروع لتغذية العضلة.
يخترق فرعان أو ثلاثة من العصب العضلةَ حتى ينتهوا إلى الرأس القصي الضلعي من العضلة الصدرية الكبيرة. يخترق العصب الإنسي كلًا من العضلة الصدرية الصغيرة والرأس القصي الضلعي للكبيرة. يخترق العصب الصدري الوحشي الرأس الترقوي للعضلة الكبيرة فقط.

## الأهمية السريرية
يمكن استخدام العصب الصدري الإنسي عند استبناء الضفيرة العضدية التالفة أو الشريان الإبطي.